# 卡尔·霍尔姆斯特伦
卡尔·霍尔姆斯特伦（瑞典語：Karl Holmström，1925年3月21日—1974年6月22日），瑞典男子跳台滑雪运动员。他曾代表瑞典参加1952年冬季奥林匹克运动会跳台滑雪比赛，获得一枚铜牌。